# Campeonato Mundial de Tiro con Arco al Aire Libre de 2005
El XLIII Campeonato Mundial de Tiro con Arco al Aire Libre se celebró en Madrid (España) entre el 20 y el 26 de junio de 2005 bajo la organización de la Federación Internacional de Tiro con Arco (FITA) y la Real Federación Española de Tiro con Arco.
Las competiciones se realizaron en el Club de Campo de Madrid.

## Medallistas

### Masculino
| Evento                    | Oro                                                         | Plata                                                    | Bronce                                                |
| ------------------------- | ----------------------------------------------------------- | -------------------------------------------------------- | ----------------------------------------------------- |
| Arco recurvo individual   | Chung Jae-Hun Corea del Sur                                 | Ryuichi Moriya Japón                                     | Choi Won-Jong Corea del Sur                           |
| Arco recurvo por equipo   | Park Kyung-Mo Chung Jae-Hun Choi Won-Jong Corea del Sur     | Tarundeep Rai Gautam Singh Jayanta Talukdar India        | Piotr Piątek · Jacek Proć · Grzegorz Śliwka · Polonia |
| Arco compuesto individual | Morgan Lundin · Suecia                                      | Morten Bøe · Noruega                                     | Dejan Sitar Eslovenia                                 |
| Arco compuesto por equipo | Dave Cousins Braden Gellenthien Kevin Polish Estados Unidos | Morten Bøe · Odd Martin Mørk · Thomas Stenvoll · Noruega | Patrick Coghlan Clint Freeman Dennis Carson Australia |

### Femenino
| Evento                    | Oro                                                     | Plata                                                            | Bronce                                                                  |
| ------------------------- | ------------------------------------------------------- | ---------------------------------------------------------------- | ----------------------------------------------------------------------- |
| Arco recurvo individual   | Lee Sung-Jin Corea del Sur                              | Lee Tuk-Young Corea del Sur                                      | Park Sung-Hyun Corea del Sur                                            |
| Arco recurvo por equipo   | Lee Tuk-Young Park Sung-Hyun Yun Mi-Jin Corea del Sur   | Tetiana Berezhna · Nataliya Burdeina · Kateryna Paleja · Ucrania | Margarita Galinovskaya · Yelena Grachova · Yekaterina Jarjanova · Rusia |
| Arco compuesto individual | Sofia Goncharova · Rusia                                | Arminda Bastos · México                                          | Svetlana Kondrashenko · Rusia                                           |
| Arco compuesto por equipo | Anne-Marie Bloch Valérie Fabre Cecile Jousselin Francia | Mary Zorn Erika Anschutz Jamie van Natta Estados Unidos          | Camilla Sømod Louise Hauge Rikke Marslev Dinamarca                      |

## Medallero
| Núm. | País           | Oro | Plata | Bronce | Total |
| ---- | -------------- | --- | ----- | ------ | ----- |
| 1    | Corea del Sur  | 4   | 1     | 2      | 7     |
| 2    | Estados Unidos | 1   | 1     | 0      | 2     |
| 3    | Rusia          | 1   | 0     | 2      | 3     |
| 4    | Francia        | 1   | 0     | 0      | 1     |
| 4    | Suecia         | 1   | 0     | 0      | 1     |
| 6    | Noruega        | 0   | 2     | 0      | 2     |
| 7    | India          | 0   | 1     | 0      | 1     |
| 7    | Japón          | 0   | 1     | 0      | 1     |
| 7    | México         | 0   | 1     | 0      | 1     |
| 7    | Ucrania        | 0   | 1     | 0      | 1     |
| 11   | Australia      | 0   | 0     | 1      | 1     |
| 11   | Dinamarca      | 0   | 0     | 1      | 1     |
| 11   | Eslovenia      | 0   | 0     | 1      | 1     |
| 11   | Polonia        | 0   | 0     | 1      | 1     |
|      | TOTAL          | 8   | 8     | 8      | 24    |